# Șilindia
Șilindia (Hongaars: Szelénd) is een Roemeense gemeente in het district Arad.
Șilindia telt 888 inwoners. In de gemeente ligt ook Satu Mic, een Hongaarse enclave die Dezsőháza heette tot 1920.
Het laatstgenoemde dorp werd in 1880 gesticht en had in 1910 ruim 600 inwoners (vrijwel allen Hongaren).
Nu heeft het dorp nog circa 200 inwoners, 35% is Hongaars van origine.